# Martin Reynolds
Martin Reynolds   (22 de febrer de 1949) és un atleta anglès, especialista en curses de velocitat, que va competir durant les dècades de 1960 i 1970.
El 1972 va prendre part en els Jocs Olímpics d'Estiu de Múnic, on va disputar dues proves del programa d'atletisme. En els 4x400 metres, formant equip amb Alan Pascoe, David Hemery i David Jenkins, guanyà la medalla de plata, mentre en els 400 metres quedà eliminat en semifinals.
En el seu palmarès també destaquen una medalla de bronze en els 4x100 metres dels Jocs de la Commonwealth de 1970, sota bandera anglesa, i una medalla d'or en els 200 metres a les Universíades del mateix any. A nivell nacional es proclamà campió britànic dels 200 metres el 1970. El 1972 va formar part de l'equip que aconseguí el rècord nacional en els 4x400 metres amb un temps de 3' 00.46".

## Millors marques
- 200 metres llisos. 20.83" (1970)
- 400 metres llisos. 46.11" (1972)[4]